# Quercus infectoria
Quercus infectoria es una especie de roble que está estrechamente relacionado con el roble cerris, clasificado con él en la Sección Cerris, una sección del género caracterizada por tener brotes rodeados de pelos suaves, con puntas de pelos en los lóbulos de la hoja, y las bellotas que maduran en unos 18 meses.

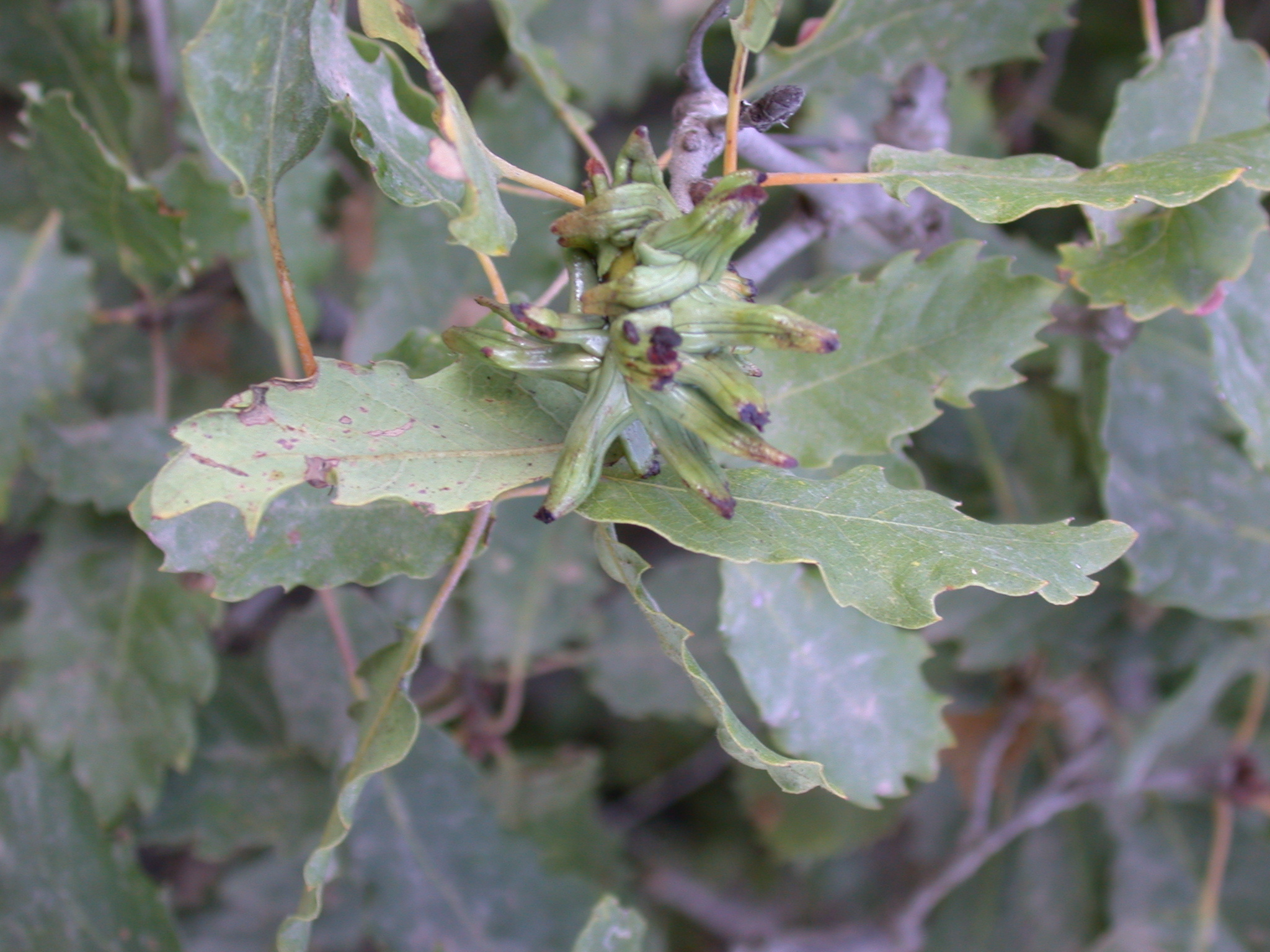
Hojas de Quercus infectoria con agallas, en Mont Meron, Alta Galilea, Israel

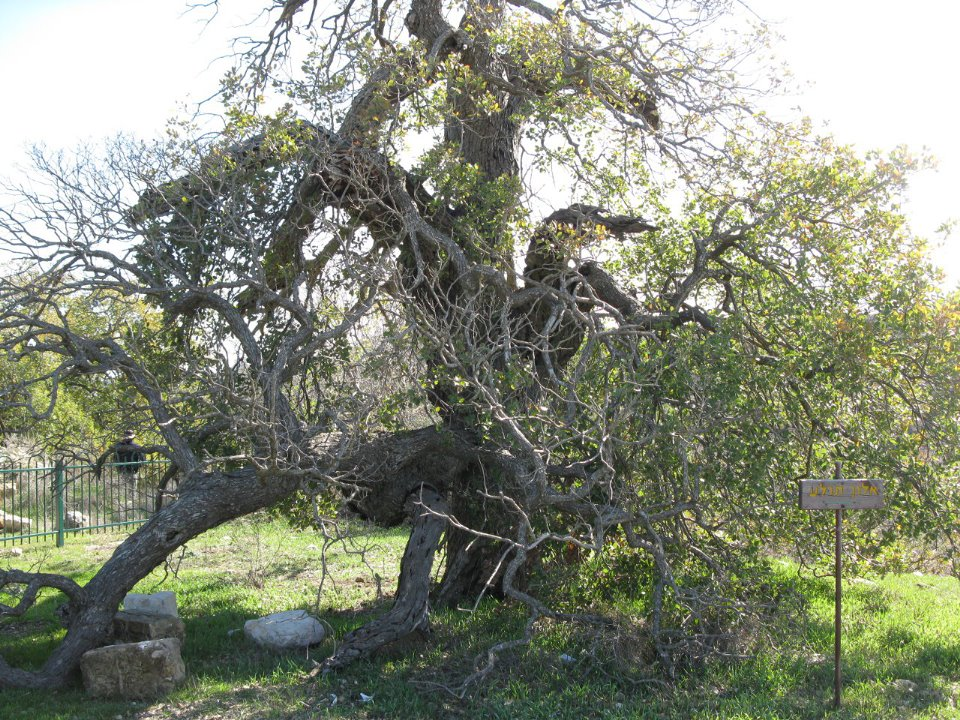
Vista de la planta en Israel

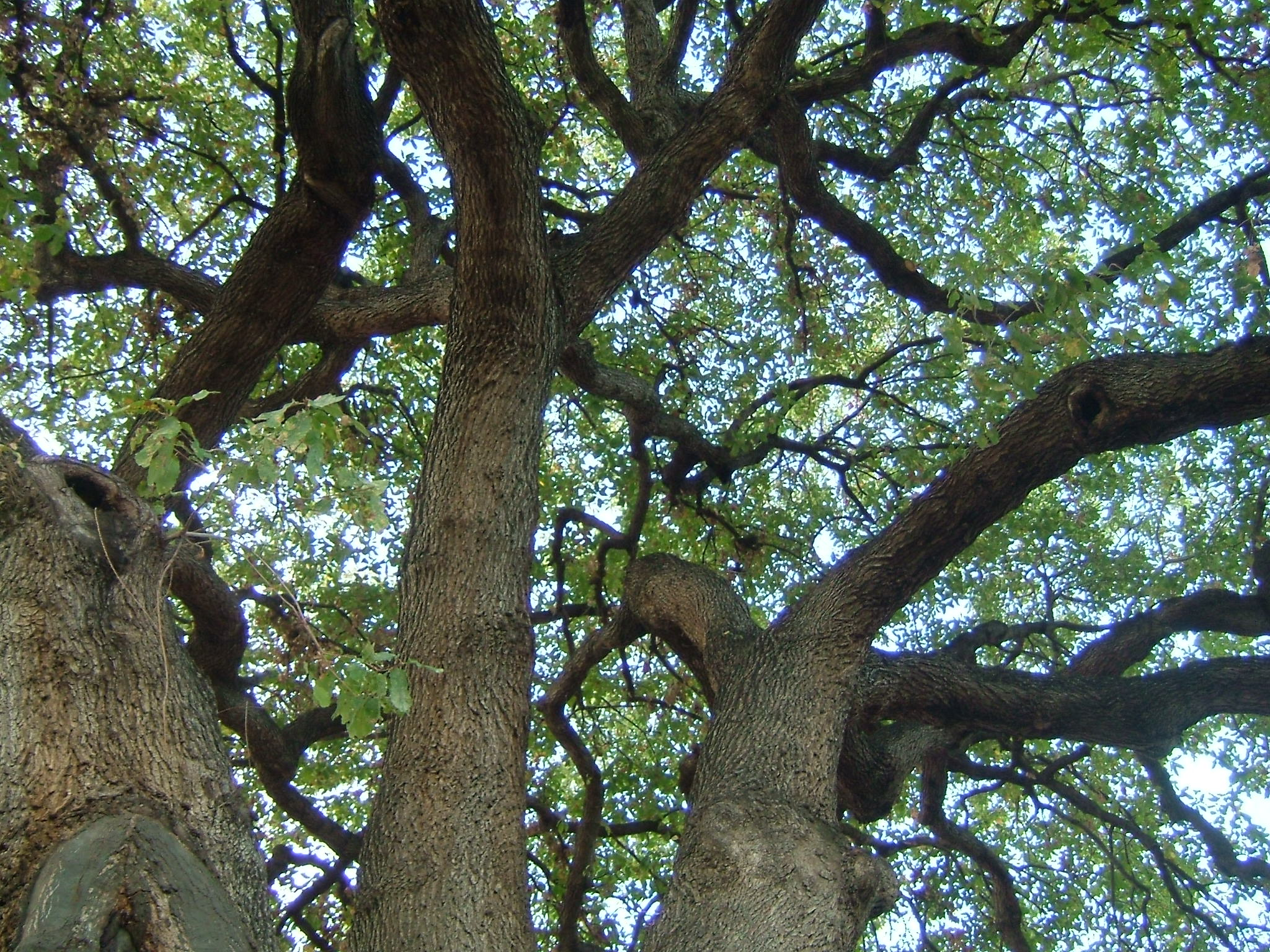
Vista de la planta

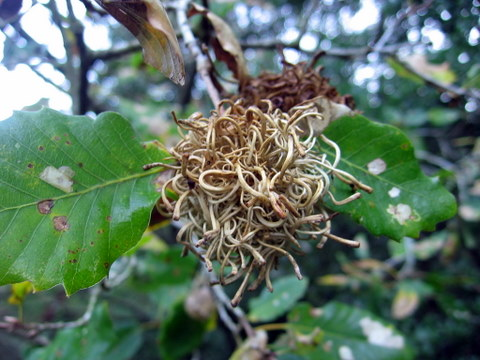
Agallas

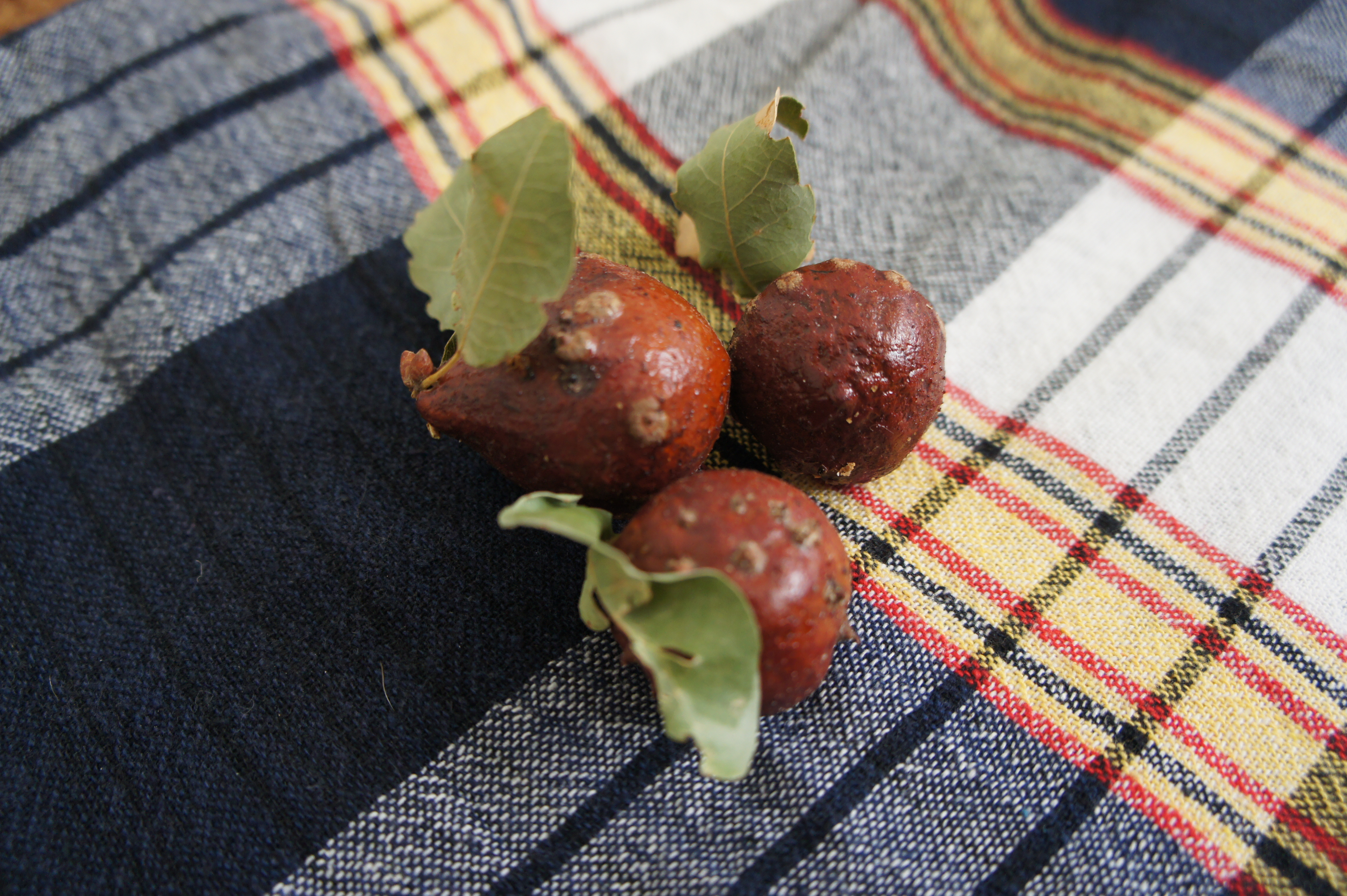
Agallas

## Distribución
Quercus infectoria es originario de Oriente Medio y el sureste de Europa, (Irán, Irak, Kurdistán, Turquía, Chipre, Grecia...)

## Descripción
Puede llegar a los 5-6 m de altura, a menudo es un arbusto pequeño de menos de 2 m de alto. La corteza es de color gris y escamosa, estriada, y las ramitas con hojas caducas pubescentes. Las hojas de 3-8 x 1,5-5 cm, semiperennes, coriáceas, oblongas, base redondeada a veces cordada; ápice obtuso, margen dentado con 4-9 pares de dientes) o crenado-dentada, a menudo ondulado o lobulado raramente, sin pelo, brillante por encima, más pálido por debajo o glauca, glabra o con algunos pelos estrellados, en realidad muy polimorfas, las hojas en la base de las ramas suelen ser enteras, con 5-11 pares de venas, las venas intercalares presentes; pecíolos cilíndricos de 1 cm de largo. Las flores son monoicas (flores individuales masculinas o femeninas, pero ambos sexos se encuentran en la misma planta) y son polinizadas por el viento. Las bellotas son solitarias o en pares, son mucronadas, ovoides alargadas, 2-3,5 cm de largo, 1,8 cm de diámetro, glabros, de color marrón claro brillante,  hemisférica o subcònica de 0,7-1 cm de alto x 1,5 a 1,8 cm de diámetro, con lanceoladas.

## Hábitat
Quercus infectoria crece a 1800 m sobre el nivel del mar. Prefiere suelos pesados (arcillosos) y con un pH adecuado (suelos ácidos, neutros y básicos "alcalinos"). Puede crecer en semisombra (luz de bosques) pero no tolera la sombra. Prefiere suelos húmedos. Tolera los fuertes vientos y las heladas, pero no a la exposición marítima.

## Usos medicinales
La corteza y las bellotas son astringentes. Se utilizan en el tratamiento del impétigo y eczema. Cualesquiera agalla producidas en el árbol son fuertemente astringentes y pueden utilizarse en el tratamiento de hemorragias, diarrea crónica, disentería, etc.

## Otros usos
La tintura se hace de las agallas ricas en tanino. Las agallas son causadas por la actividad de la mosca Cynipid Cynips tinctoria.  Las agallas contienen 36-58% de tanino. Un extracto de las agallas se mezcla con sulfato ferroso junto con una goma y el colorante para hacer la tintura.

## Taxonomía
Quercus infectoria fue descrita por Guillaume Antoine Olivier    y publicado en Voy. Emp. Othoman 1: 252. 1801.
Etimología
Quercus: nombre genérico del latín que designaba igualmente al roble y a la encina.
infectoria: epíteto latíno

## Variedades
- Quercus infectoria subsp. veneris (A.Kern.) Meikle

Sinonimia
- Quercus carpinea Kotschy ex A.DC.
- Quercus grosseserrata Kotschy ex Wenz.
- Quercus lusitanica var. infectoria (G.Olivier) A.DC.
- Quercus lusitanica subsp. infectoria (G.Olivier) Mouill.
- Quercus lusitanica subsp. orientalis A.DC.
- Quercus puberula O.Schwarz
- Quercus thirkeana K.Koch[7][8]